# Catabaptismo
El catabaptismo es el nombre genérico de aquellas corrientes del cristianismo que han sostenido que el bautismo no es necesario para la salvación y que por lo mismo debe desterrarse de la práctica para toda clase de personas, en especial para los infantes, en los que no hay capacidad de hacer un acto de fe, el cual es necesario para dar cabida en el alma a la gracia.
Se distinguen de los anabaptistas en la mayor amplitud del círculo de sujetos en que debe desecharse la administración del bautismo, puesto que estos últimos solo la rechazan para los infantes.
- El contenido de este artículo incorpora material del tomo 12 de la Enciclopedia Universal Ilustrada Europeo-Americana (Espasa), cuya publicación fue anterior a 1945, por lo que se encuentra en el dominio público.

- Datos: Q5758067